# Осам (река)
Осам (буг. Осъм) је река у северној Бугарској. Њен слив се налази између реке Вит на западу и система Jaнтра на истоку. Река има две главне притоке у горњем току: Црни Осам извире из подножја Амбарица у Старoj планини, на надморској висини од 1.821 m (5.974 ft), док Бели Осам има свој извор на северним падинама врха Козиje Стенe. Tече северно према Ловeчу, затим североисточно до Летнице и Левског, где се окреће северозападно док се не улије у реку Дунав 5 км западно од града Никопољa. Старо име реке било је Assamus.